# Canton de Pélissanne
Le canton de Pélissanne est une circonscription électorale française située dans le département des Bouches-du-Rhône, dans l'arrondissement d'Aix-en-Provence.
À la suite du redécoupage cantonal de 2014, les limites territoriales du canton sont remaniées. Le nombre de communes du canton passe de 9 à 13.

## Histoire
Le canton de Pélissanne a été créé en 1991.
Un nouveau découpage territorial des Bouches-du-Rhône entre en vigueur à l'occasion des élections départementales de mars 2015, défini par le décret du 27 février 2014, en application des lois du 17 mai 2013 (loi organique 2013-402 et loi 2013-403). Les conseillers départementaux sont, à compter de ces élections, élus au scrutin majoritaire binominal mixte. Les électeurs de chaque canton élisent au Conseil départemental, nouvelle appellation du Conseil général, deux membres de sexe différent, qui se présentent en binôme de candidats. Les conseillers départementaux sont élus pour 6 ans au scrutin binominal majoritaire à deux tours, l'accès au second tour nécessitant 12,5 % des inscrits au 1er tour. En outre la totalité des conseillers départementaux est renouvelée. Ce nouveau mode de scrutin nécessite un redécoupage des cantons dont le nombre est divisé par deux avec arrondi à l'unité impaire supérieure si ce nombre n'est pas entier impair, assorti de conditions de seuils minimaux. Dans les Bouches-du-Rhône, le nombre de cantons passe ainsi de 57 à 29. Le nombre de communes du canton de Pélissanne passe de 8 à 13.
Le nouveau canton de Pélissanne est formé de communes des anciens cantons de Eyguières (3 communes), de Pélissanne (3 communes), de Lambesc (6 communes) et de Aix-en-Provence-Sud-Ouest (1 commune). Avec ce redécoupage administratif, le territoire du canton s'affranchit des limites d'arrondissements, avec 3 communes incluses dans l'arrondissement de Arles et 10 dans l'arrondissement de Aix-en-Provence. Le bureau centralisateur est situé à Pélissanne.

## Représentation

### Représentation avant 2015
| Période | Période          | Identité                 | Étiquette | Qualité                                                                                |
| ------- | ---------------- | ------------------------ | --------- | -------------------------------------------------------------------------------------- |
| 1992    | 2013 (démission) | Jean-Pierre Maggi        | PS        | Electricien Maire de Velaux Vice-Président du Conseil Général Député (2012-2017)       |
| 2013    | 2015             | Alexandra Bounous-Duprey | PS        | Ancienne Adjointe au Maire de Velaux Conseillère Générale déléguée aux centres sociaux |

### Représentation depuis 2015
| Période élective | Période élective | Mandat | Mandat   | Identité             | Nuance | Nuance | Qualité                                                               |
| ---------------- | ---------------- | ------ | -------- | -------------------- | ------ | ------ | --------------------------------------------------------------------- |
| 2015             | 2021             | 2015   | 2021     | Hélène Gente-Ceaglio |        | DVG    | Maire de Mallemort                                                    |
| 2015             | 2021             | 2015   | 2021     | Jacky Gérard         |        | DVG    | Maire de Saint-Cannat, ancien conseiller général du canton de Lambesc |
| 2021             | 2028             | 2021   | en cours | Hélène Gente-Ceaglio |        | DVG    | Conseillère sortante                                                  |
| 2021             | 2028             | 2021   | en cours | Jacky Gérard         |        | DVG    | Conseiller sortant                                                    |

### Résultats détaillés

#### Élections de mars 2015
À l'issue du 1er tour des élections départementales de 2015, trois binômes sont en ballottage : Claire Blanc et Pascal Montécot (Union de la Droite, 30,86 %), Hélène Gente-Ceaglio et Jacky Gérard (DVG, 30,40 %) et Alexis Allione et Evelyne Caire (FN, 27,42 %). Le taux de participation est de 53,26 % (24 567 votants sur 46 130 inscrits) contre 48,55 % au niveau départemental et 50,17 % au niveau national.
Au second tour, Hélène Gente-Ceaglio et Jacky Gérard (DVG) sont élus avec 38,27 % des suffrages exprimés et un taux de participation de 56,56 % (9 707 voix pour 26 093 votants et 46 135 inscrits).
Hélène Gente-Céaglio est membre du groupe indépendant.

#### Élections de juin 2021
Le premier tour des élections départementales de 2021 est marqué par un très faible taux de participation (33,26 % au niveau national). Dans le canton de Pélissanne, ce taux de participation est de 35,54 % (17 300 votants sur 48 684 inscrits) contre 32,44 % au niveau départemental. À l'issue de ce premier tour, deux binômes sont en ballottage : Hélène Gente-Ceaglio et Jacky Gerard (DVC, 28,02 %) et Thao Chu et Gilles Guerin-Talpin (RN, 24,97 %).
Le second tour des élections est marqué une nouvelle fois par une abstention massive équivalente au premier tour. Les taux de participation sont de 34,3 % au niveau national, 35,52 % dans le département et 37,3 % dans le canton de Pélissanne. Hélène Gente-Ceaglio et Jacky Gerard (DVC) sont élus avec 67,02 % des suffrages exprimés (11 502 voix pour 18 161 votants et 48 687 inscrits),,. 

## Composition

### Composition avant 2015

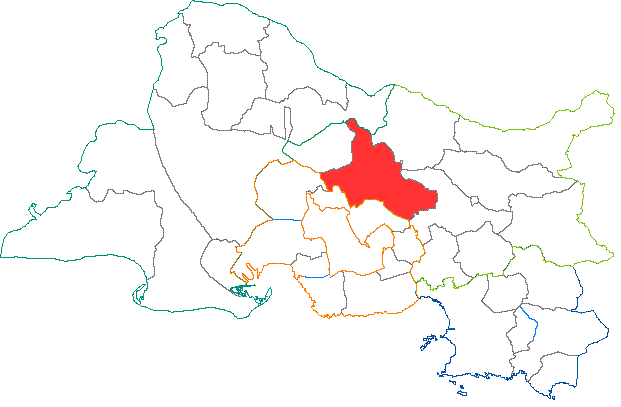
Situation du canton de Pélissanne dans le département des Bouches-du-Rhône avant 2015.

L'ancien canton de Pélissanne comptait neuf communes.
| Nom                    | Code Insee | Codepostal | Superficie (km2) | Population (dernière pop. légale) | Densité (hab./km2) |
| ---------------------- | ---------- | ---------- | ---------------- | --------------------------------- | ------------------ |
| Pélissanne (chef-lieu) | 13069      | 13330      | 19,11            | 9 518 (2010)                      | 498                |
| Aurons                 | 13008      | 13121      | 12,82            | 531 (2012)                        | 41                 |
| La Barben              | 13009      | 13330      | 22,85            | 724 (2012)                        | 32                 |
| Cornillon-Confoux      | 13029      | 13250      | 14,95            | 1 348 (2012)                      | 90                 |
| Coudoux                | 13118      | 13111      | 12,65            | 3 470 (2012)                      | 274                |
| La Fare-les-Oliviers   | 13037      | 13580      | 13,98            | 7 618 (2012)                      | 545                |
| Lançon-Provence        | 13051      | 13680      | 68,92            | 8 473 (2012)                      | 123                |
| Velaux                 | 13112      | 13880      | 25,23            | 8 664 (2012)                      | 343                |
| Ventabren              | 13114      | 13122      | 26,32            | 4 646 (2012)                      | 177                |

### Composition à partir de 2015
Le nouveau canton de Pélissanne comprend treize communes entières.
| Nom                                | Code Insee | Intercommunalité                   | Superficie (km2) | Population (dernière pop. légale) | Densité (hab./km2) | Modifier                                    |
| ---------------------------------- | ---------- | ---------------------------------- | ---------------- | --------------------------------- | ------------------ | ------------------------------------------- |
| Pélissanne (bureau centralisateur) | 13069      | Métropole d'Aix-Marseille-Provence | 19,11            | 10 799 (2022)                     | 565                | modifier les données · modifier les données |
| Alleins                            | 13003      | Métropole d'Aix-Marseille-Provence | 16,78            | 2 833 (2022)                      | 169                | modifier les données · modifier les données |
| Aurons                             | 13008      | Métropole d'Aix-Marseille-Provence | 12,82            | 559 (2022)                        | 44                 | modifier les données · modifier les données |
| La Barben                          | 13009      | Métropole d'Aix-Marseille-Provence | 22,85            | 852 (2022)                        | 37                 | modifier les données · modifier les données |
| Charleval                          | 13024      | Métropole d'Aix-Marseille-Provence | 14,41            | 2 634 (2022)                      | 183                | modifier les données · modifier les données |
| Éguilles                           | 13032      | Métropole d'Aix-Marseille-Provence | 34,07            | 8 349 (2022)                      | 245                | modifier les données · modifier les données |
| Lambesc                            | 13050      | Métropole d'Aix-Marseille-Provence | 65,34            | 9 951 (2022)                      | 152                | modifier les données · modifier les données |
| Mallemort                          | 13053      | Métropole d'Aix-Marseille-Provence | 28,16            | 6 190 (2022)                      | 220                | modifier les données · modifier les données |
| Rognes                             | 13082      | Métropole d'Aix-Marseille-Provence | 58,32            | 4 640 (2022)                      | 80                 | modifier les données · modifier les données |
| La Roque-d'Anthéron                | 13084      | Métropole d'Aix-Marseille-Provence | 25,49            | 5 355 (2022)                      | 210                | modifier les données · modifier les données |
| Saint-Cannat                       | 13091      | Métropole d'Aix-Marseille-Provence | 36,54            | 5 877 (2022)                      | 161                | modifier les données · modifier les données |
| Saint-Estève-Janson                | 13093      | Métropole d'Aix-Marseille-Provence | 8,65             | 364 (2022)                        | 42                 | modifier les données · modifier les données |
| Vernègues                          | 13115      | Métropole d'Aix-Marseille-Provence | 15,89            | 2 158 (2022)                      | 136                | modifier les données · modifier les données |
| Canton de Pélissanne               | 1325       |                                    | 358,43           | 60 561 (2022)                     | 169                | modifier les données                        |

## Démographie

### Démographie avant 2015
| 1999   | 2006   | 2011   | 2012   |
| ------ | ------ | ------ | ------ |
| 38 863 | 41 947 | 44 447 | 45 075 |

### Démographie depuis 2015
En 2022, le canton comptait 60 561 habitants, en évolution de +4,13 % par rapport à 2016 (Bouches-du-Rhône : +2,48 %, France hors Mayotte : +2,11 %).
| 2013   | 2018   | 2022   |
| ------ | ------ | ------ |
| 56 380 | 58 982 | 60 561 |